# Memorial de la Población Ferretera
El Memorial de la Población Ferretera es un monumento ubicado en la Población Ferretera de la ciudad de Chillán, Chile. Fue creado en recuerdo a las víctimas de una explosión ocurrida el 23 de septiembre de 1985 cual dejó dos víctimas fatales.

## Historia
Sebastián Muñoz y Amelia Zapata eran una pareja dueña de una residencia cercana a la Avenida Collín, a la cual llegó Jaime Orellana Cuevas pidiendo ayuda para que le arrendaran una casa. Él era un chileno proveniente de Alemania que se había unido al Movimiento de Izquierda Revolucionaria (MIR), a lo cual Zapata le negó el arriendo, sin embargo, Muñoz convenció su pareja pero, primero se cambiarían de vivienda a la Población Ferretera.
Una vez instalados en el lugar, era recurrente que Nelson Lagos Marín llegara de visita, con quien la pareja llevaba una convivencia sana y agradable. Sin embargo, días previos a la explosión, la casa era visitada por Lagos Marín y otra persona que no se reveló la identidad a la pareja dueña de casa, lo cual era incómodo para ellos dado que tenían que salir de su propia casa o encerrarse en una pieza. La identidad de esta persona era Hernán Aguiló, militante del MIR.
El 23 de septiembre de 1985 en la mañana, Sebastián, Amelia y sus hijos salen de la casa rumbo a la casa de la madre de Zapata. La tragedia se desató a las 19:40 cuando la familia regresó a su hogar, Sebastián Muñoz se encontraba en el baño en el momento de la explosión quedando inconsciente y siendo rescatado por bomberos y luego fue trasladado al Hospital Clínico Herminda Martin. Por su parte Amelia estaba junto a su hija afuera de la casa, en un jardín infantil adyacente a su hogar. Los cuerpos sin vida de Jaime Orellana Cuevas y Nelson Lagos Marín, fueron trasladados por Carabineros al Servicio Médico Legal de Chillán junto a Amelia Zapata, quien es llevada a la morgue para reconocer los cuerpos. Una vez reconocidos, pasa a estar detenida por cuatro meses, en primera instancia por personal de la Policía de Investigaciones, quienes posteriormente entregan a la detenida a Carabineros de Chile y estos la derivan a Fiscalía Militar, donde es sometida a privación del sueño, obligada a no asearse, ni cambiarse ropa durante varios días, además de amenazas de violación y asesinato.